# Neuflize
Neuflize ist eine französische Gemeinde mit 850 Einwohnern (Stand 1. Januar 2022) im Département Ardennes in der Region Grand Est (vor 2016 Champagne-Ardenne). Sie gehört zum Arrondissement Rethel, zum Kanton Château-Porcien und zum Gemeindeverband Pays Rethélois.

## Geografie
Die Gemeinde wird von der Retourne durchflossen. Umgeben ist Neuflize von den Nachbargemeinden Tagnon im Norden, Perthes im Nordosten, Alincourt im Osten, Ménil-Lépinois im Süden sowie Le Châtelet-sur-Retourne im Westen.

## Geschichte
Im Laufe des 18. Jahrhunderts entwickelte sich die Textilindustrie in Neuflize. 1768 wurden die ansässigen Fabriken von Jean-Abraham I Poupart Baron von Neuflize, dem Direktor der königlichen Manufaktur und Bürgermeister von Sedan, gekauft und stillgelegt. Im Jahr 1868 errichtete die Familie Pâté eine neue Weberei und Spinnerei. Die Produktion wurde durch den Ersten Weltkrieg gestoppt und 1923 wieder aufgebaut. Die Fabrik wurde 1946 von der Familie Lepoutre aus Roubaix gekauft. Sie existierte bis 1975 unter dem Namen ITN (Industrie Textile de Neuflize). Von 1975 bis 1977 übernahm die Société d’Exploitation Textile den Betrieb.

## Bevölkerungsentwicklung
| Jahr                       | 1962 | 1968 | 1975 | 1982 | 1990 | 1999 | 2006 | 2013 | 2019 |
| Einwohner                  | 520  | 541  | 532  | 592  | 598  | 609  | 698  | 757  | 800  |
| Quellen: Cassini und INSEE |      |      |      |      |      |      |      |      |      |

## Persönlichkeiten
- Luc Étienne (1908–1984), Schriftsteller

## Sehenswürdigkeiten

Kirche Saint-Jean-Baptiste

- Kirche Saint-Jean-Baptiste